# Four kanak

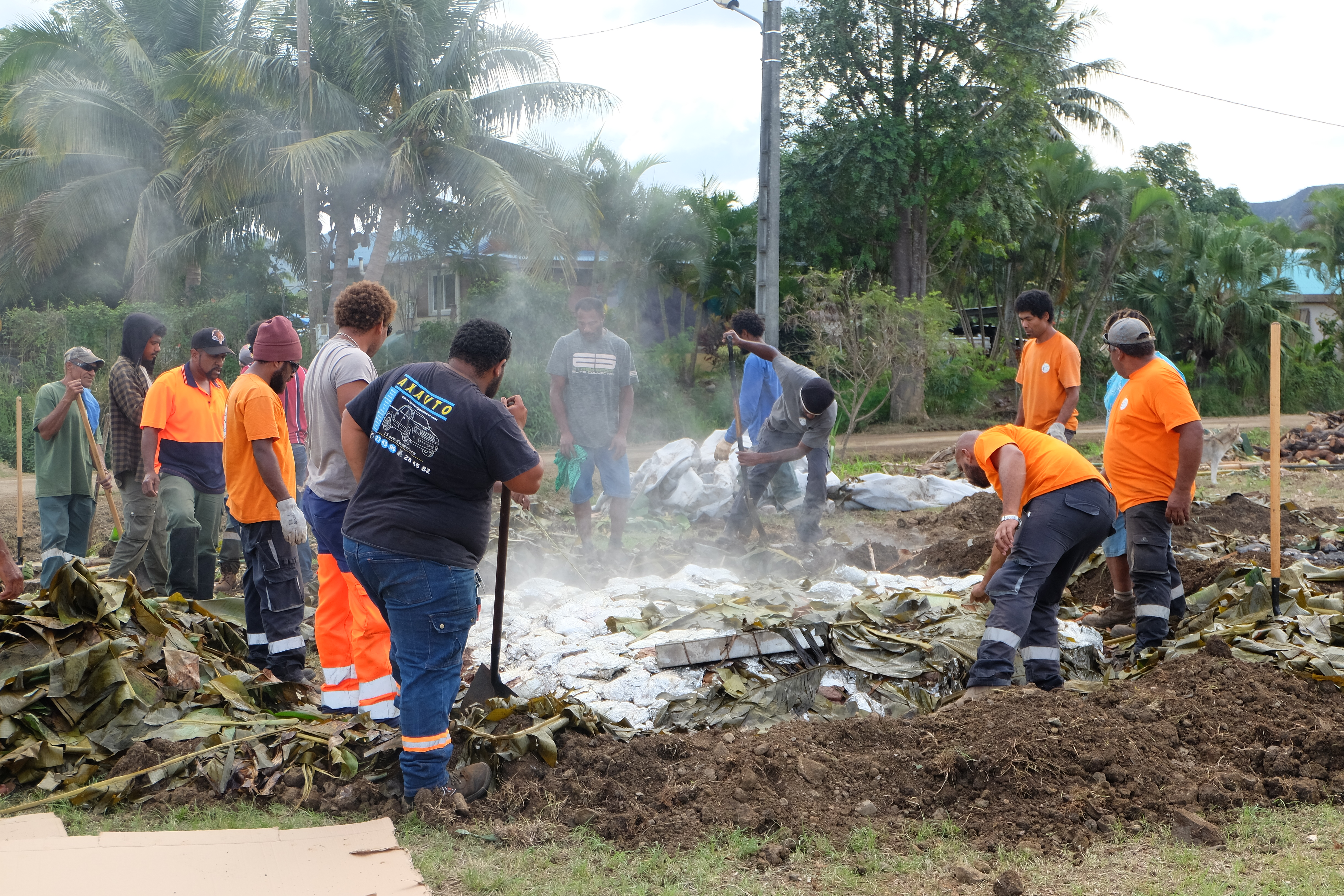
Four traditionnel.

Le four kanak est le mode de cuisson traditionnel du bougna mélanésien de Nouvelle-Calédonie.
Un gros feu de bois est monté pour chauffer des pierres, puis les mets placés dans le four sous les pierres sont cuits à l'étouffée par la chaleur emmagasinée dans les pierres.